# Eboo Patel
Eboo Patel (Bombay, 9 november 1975) is een Amerikaans-Indiaas interreligieus activist, maatschappelijk werker en adviseur. Hij is de oprichter van een Amerikaanse beweging voor interreligieuze samenwerking en een van de adviseurs van president Barack Obama op het gebied van geloof. Hij is zelf een aanhanger van de islamitische stroming ismaïlisme.

## Levensloop
Patel groeide op in Glen Ellyn, Illinois, en volgde daar opleiding aan de universiteit van Illinois in Urbana-Champaign. Hier behaalde hij zijn mastergraad in sociologie. Daarna behaalde hij op basis van een Rhodesbeurs zijn doctoraat in sociologie van religie aan de universiteit van Oxford. Tijdens zijn studie in Oxford leidde hij een aantal interreligieuze jongerenprojecten in India, Sri Lanka en Zuid-Afrika.
Na zijn opleiding gaf hij les aan een alternatief opleidingsprogramma voor highschoolverlaters in Chicago. Hier ontwikkelde hij zijn overtuiging dat diversiteit, dienstbaarheid en religie belangrijke zaken zijn in het leven van burgers. Dit terwijl hij vond dat ze nooit alle drie tegelijk voorkomen in het streven van burgerorganisaties voor met name jongeren.
Voor dit doel richtte hij samen met een joodse vriend in 2002 een interreligieuze jongerenorganisatie op, het Interfaith Youth Core (IFYC). De oprichting werd gesteund met een donatie van 35.000 dollar van de Ford Foundation en de steun van Wayne Teasdale, een monnik en belangrijk voorspreker van wederzijds begrip tussen religies. Verder werd het gezegend door dalai lama Tenzin Gyatso.
Patel schreef een aantal boeken, waaronder een autobiografie in 2007 met de titel Acts of Faith: The Story of an American Muslim, the Struggle for the Soul of a Generation. Naast zijn werk voor IFYC gaf hij lezingen op een aantal universiteiten en conferenties. In 2010 was hij hoofdgast in het Nederlandse televisieprogramma Oog in oog met presentator Sven Kockelmann.
Voor het Witte Huis werkte hij met ambtenaren aan de ontwikkeling van de Interfaith and Community Service Campus Challenge van president Obama. Dit initiatief, dat scholen aanzet tot het geven van prioriteit aan interreligieuze samenwerking, werd gelanceerd in 2011.

## Erkenning
Patel ontving een groot aantal onderscheidingen, waaronder een eredoctoraat van een zestal universiteiten. Een selectie van andere onderscheiding is de volgende:
- 2009: Muslim American Contribution Award van de Stanford-universiteit
- 2009: Four Freedoms Award voor godsdienstvrijheid
- 2010: Grawemeyer Award in de categorie religie
- 2010: Common Ground Award
- 2012: Guru Nanak Interfaith Prize van de Hofstra-universiteit